# 2004 en astronomie
2002 en astronomie - 2003 en astronomie - 2004 en astronomie - 2005 en astronomie - 2006 en astronomie 

## Astronomie

### Prix
- Prix Jules-Janssen : Jayant Narlikar
- Médaille Bruce : Chushiro Hayashi

## Événements

### Janvier
- 19 janvier : les missions de service pour le télescope spatial Hubble sont annulées.

- 24 janvier : annonce de la découverte d'une lune de Jupiter : Thelxinoé. (Images de février 2003.)

### Mars
- 15 mars : l'objet trans-neptunien (90377) Sedna est confirmé[1]. C'est l'un des objets les plus éloignés du système solaire.

### Avril
- 19 avril : l'éclipse solaire du 19 avril 2004, une éclipse solaire partielle visible sur la côte nord de l'Antarctique, dans le sud de l'Océan Atlantique et dans le sud de l'Afrique.
- Découverte de l'exoplanète 2M1207 b par une équipe de l'observatoire européen austral à l'observatoire du Cerro Paranal[2]. C'est une des premières exoplanètes dont on a une image directe (en infrarouges).

### Mai
- 18 mai : grâce au télescope spatial Chandra, on confirme que l'Univers est en accélération[3].

### Juin
- 1er juin : découverte de lunes de Saturne : Méthone et Pallène.
- 8 juin : transit de Vénus largement diffusé en vidéo par divers « médias »(Archive.org • Wikiwix • Archive.is • Google • Que faire ?) (consulté le 13 avril 2013).

### Août
- 25 août : découverte de l'exoplanète Mu Arae c.
- 27 août : découverte de la comète C/2004 Q2 (Machholz).
- 30 août : découverte de l'exoplanète 55 Cancri e.
- 31 août : découverte de l'exoplanète Gliese 436 b.

### Octobre
- 14 octobre : l'éclipse solaire du 14 octobre 2004, une éclipse solaire partielle visible dans le nord-est de la Sibérie, au Japon et en Alaska.
- 21 octobre : découverte d'une lune de Saturne : Pollux.

### Novembre
- 20 novembre : lancement du télescope spatial SWIFT.

### Décembre
- 12 décembre : découverte de lunes de Saturne : Ægir, Bebhionn, Bergelmir, Farbauti, Fornjot, Hati et Hyrrokkin.
- 13 décembre : découverte de lunes de Saturne : Bestla et Fenrir
- 27 décembre : la plus importante explosion de notre galaxie, à partir de l'étoile à neutrons SGR 1806-20, est détectée[4].